# Laugh Now, Cry Later
Laugh Now, Cry Later is een Ice Cube-album uit 2006. Het is zijn eerste soloalbum in zes jaar. Het album is weer politiek en sociaal zoals de Ice Cube-albums van begin jaren 90 (Death Certificate, The Predator) waren, maar wel met een meer volwassen toon. Ice Cube presenteert zich als de grote “wijze” vader van de gangstarap, al sinds 1984 in het vak, van het eerste begin van de gangstarap-stijl, een stijl door Cube zelf gestart. Vooral het nummer Child Support gaat hierop in, het gaat in dit nummer niet om zijn eigen kinderen, maar om de kinderen van de gangstarap, waarbij Cube de vader van de Gangstarap is. De kinderen van de gangstarap, de rappers die nu vaak op TV te zien zijn, worden aangevallen op het feit dat ze het alleen nog maar om het geld en de vrouwen gaat en zijn vergeten waar de gangstarap over gaat. De iTunes versie van het album heeft Pockets Stay Fat als bonustrack. Er werd later een OG-limited editie van het album uitgebracht, met een DVD met video's van de drie singles en video's van de concerttour met WC.

## Tracklist
| Nummer | Titel                                  | Artiest                          | Duur |                    |
| ------ | -------------------------------------- | -------------------------------- | ---- | ------------------ |
| 1      | Definition of a West Coast 'G' (Intro) | Ice Cube                         | 0:14 |                    |
| 2      | Why We Thugs                           | Ice Cube                         | 3:45 | Scott Storch       |
| 3      | Smoke Some Weed                        | Ice Cube                         | 3:46 | Bud'da             |
| 4      | Dimes & Nicks (A Call from Mike Epps)  | Ice Cube                         | 1:06 |                    |
| 5      | Child Support                          | Ice Cube                         | 4:01 | Teak & Dre         |
| 6      | 2 Decades Ago (Insert)                 | Ice Cube                         | 0:14 | Sketch             |
| 7      | Doin' What It 'Pose 2 Do               | Ice Cube                         | 4:07 | Emile              |
| 8      | Laugh Now, Cry Later                   | Ice Cube                         | 3:36 | Diddy & The Hitmen |
| 9      | Stop Snitchin'                         | Ice Cube                         | 3:15 | Swizz Beatz        |
| 10     | Go to Church                           | Ice Cube & Snoop Dogg & Lil' Jon | 4:00 | Lil Jon            |
| 11     | The Nigga Trap                         | Ice Cube                         | 3:48 | DJ Green Lantern   |
| 12     | A History of Violence (Insert)         | Ice Cube                         | 1:09 |                    |
| 13     | Growin' Up                             | Ice Cube                         | 3:53 | Laylaw & D-Mac     |
| 14     | Click, Clack - Get Back!               | Ice Cube                         | 3:09 | Emile              |
| 15     | The Game Lord                          | Ice Cube                         | 4:09 | Teak & Dre         |
| 16     | Chrome & Paint                         | Ice Cube & WC                    | 3:27 | Bud'da             |
| 17     | Steal the Show                         | Ice Cube                         | 4:12 | Scott Storch       |
| 18     | You Gotta Lotta That                   | Ice Cube & Snoop Dogg            | 4:06 | Lil Jon            |
| 19     | Spittin' Pollaseeds                    | Ice Cube & WC & Kokane           | 5:04 | Laylaw & D-Mac     |
| 20     | Holla @ Cha Boy                        | Ice Cube                         | 3:30 | Lil Jon            |
|        | iTunes Bonus Track:                    |                                  |      |                    |
| 21     | Pockets Stay Fat                       | Ice Cube                         | 3:35 |                    |